# Rettungsassistentengesetz
Das Rettungsassistentengesetz (RettAssG) war ein deutsches Bundesgesetz über den Beruf des Rettungsassistenten.
Gemäß Art. 74 Abs. 1 Nr. 19 GG besteht eine Gesetzgebungskompetenz des Bundes für die Zulassung zu ärztlichen und anderen Heilberufen. Im Hinblick auf den Rettungsdienst hat der Bund das Gesetz über den Beruf der Rettungsassistentin und des Rettungsassistenten (RettAssG) geschaffen.
Es gab den Rahmen für die Berufsausbildung zum Rettungsassistenten vor und schützt die Berufsbezeichnung „Rettungsassistentin/Rettungsassistent“ an sich, denn das Führen dieses Titels bedarf gemäß § 1 RettAssG der Erlaubnis. Jemand, der sich ohne Erlaubnis („staatliche Anerkennung zum Rettungsassistenten“) Rettungsassistent nennt, begeht eine Ordnungswidrigkeit, die mit einer Geldbuße von bis zu 2.500 Euro geahndet werden kann (§ 12 RettAssG).
Das Gesetz wurde durch eine Ausbildungs- und Prüfungsverordnung (RettAssAPrV) ergänzt.
Am 25. Mai 2012 hat die Bundesregierung den Referentenentwurf des Notfallsanitätergesetzes (NotSanG) veröffentlicht. Das RettAssG trat mit Ablauf des 31. Dezember 2014 außer Kraft.

## Inhaltsübersicht
1. Abschnitt: Erlaubnis, §§ 1–2
2. Abschnitt: Ausbildung, §§ 3–10
3. Abschnitt: Zuständigkeiten, § 11
4. Abschnitt: Bußgeldvorschriften, § 12
5. Abschnitt: Übergangsvorschriften, § 13
6. Abschnitt: Schlussvorschriften, §§ 14–15